# Galaktiske koordinatsystem
Det galaktiske koordinatsystem er et af flere koordinatsystemer til at stedfæste objekter på himmelkuglen. Det er tilpasset til objekter i vores egen galakse Mælkevejen, og er ikke specielt anvendeligt til objekter i Solsystemet. Derimod har det den fordel, at alle objekter der følger Solens rotation om mælkevejens centrum, vil have faste koordinater over tid.
Det galaktiske koordinatsystem er et sfærisk koordinatsystem, der har Solen i sit centrum, og dets koordinater benævnes galaktisk længde: ℓ og galaktisk bredde: b. Galaktisk ækvator er valgt til at være den storcirkel der bedst muligt passer med det plan Mælkevejen ligger i. Dette plan skærer himlens ækvator i en vinkel på 62,87°. Den galaktiske nordpol (ofte forkortet GNP) har koordinaten: RA = 12t51m,4 og Dek = 27°,13 angivet i det ækvatoriale koordinatsystem(J2000). Retningen til Mælkevejens centrum, der ligger meget tæt på den kraftige radiokilde Sagittarius A*, er koordinatsystemets nulpunkt (ℓ,b) = (0,0). Punktet 180° modsat benævnes anti-centret.

## Galaktiske koordinater
|                             | RA        | Dek.    | Stjernebillede   |
| Nordpol (b = 90°)           | 12t 51m,4 | +27°,13 | Berenikes Lokker |
| Sydpol (b = -90°)           | 0t 51m,4  | -27°,13 | Billedhuggeren   |
| Center (ℓ= 0°, b = 0)       | 17t 45m,6 | -28°,94 | Skytten          |
| Anticenter (ℓ= 180°, b = 0) | 5t 45m,6  | +28°,94 | Kusken           |

Et objekts galaktiske koordinater angives ved:
Galaktisk længde ℓ – vinklen, målt langs galaktisk ækvator, mellem objektet og den galaktiske nul-længdegrad. Mao. den galaktiske længde er næsten identisk med den galaktiske ækvatorialvinkel mellem objektet og Sagittarius A*. Galaktisk længde øges i samme retning som rektascensionen, men angives i grader i intervallet: [0°;360°[
Galaktisk bredde b – vinklen mellem objektet og galaktisk ækvator, målt på den storcirkel der går gennen objektet og den galaktiske nordpol. Angives i grader i intervallet: [–90°;90°], positivt mod nordpolen.

### Kartesiske koordinater
Undertiden benyttes et kartesisk koordinatsystem i stedet for et sfærisk, og man benævner da ofte xyz-akserne med UVW i stedet. Koordinatsystemet benyttes i to varianter. Et der er højredrejet med U-aksen pegende mod galaksens centrum og positiv mod øst og mod GNP, og et der er venstredrejet med U-aksen pegende mod galaksens anti-centrum og positiv mod vest og mod GNP.

## Definition
Før det nuværende galaktiske koordinatsystem benyttedes et koordinatsystem, hvor nulpunktet lå ved et af skæringspunkterne mellem de to ækvator-planer. Det manglede dog en fysisk motivation, hvorfor den Internationale Astronomiske Union i 1958 vedtog det nuværende, med retningen til Mælkevejens centrum som nulpunkt, dog oprindeligt udtrykt ved epoke B1950.0-koordinater (B for Besselian-år og ikke Julianske år).

## Galaktisk ækvator
Galaktisk ækvator passerer gennem følgende stjernebilleder (i stigende galaktisk længde, lodret først):
| - Skytten (Sagittarius) - Slangen (Serpens) - Skjoldet (Scutum) - Ørnen Aquila - Pilen (Sagitta) - Ræven (Vulpecula) - Svanen (Cygnus) - Cepheus (Cepheus) - Cassiopeia (Cassiopeia) | - Giraffen (Camelopardalis) - Perseus (Perseus) - Kusken (Auriga) - Tyren (Taurus) - Tvillingerne (Gemini) - Orion (Orion) - Enhjørningen (Monoceros) - Store Hund (Canis Major) - Agterstavnen (Puppis) | - Sejlet (Vela) - Kølen (Carina) - Sydkorset (Crux) - Kentauren (Centaurus) - Passeren (Circinus) - Vinkelmåleren (Norma) - Alteret (Ara) - Skorpionen (Scorpius) - Slangeholderen (Ophiuchus) |